# Grad Kost
Kost je gotski grad v Češkem raju v katastrski občini Podkost, občina Libošovice, okraj Jičin. Po žametni revoluciji je grad obnovila družina Kinský dal Borgo - italijanska linija češke rodbina Kinský.

## Stanje
Grad Kost je eden od zelo redkih čeških gradov, ki ni zgrajen na vzpetini    ampak v dolini na grebenu iz peščenjaka. Po tej značilnosti je primerljiv z gradom Okoř v Pragi. Stoji na skalnatem izdanku na stičišču treh mogočnih skalnatih dolin. Ena vodi proti Libošovicam in se imenuje Svatoprokopska (tudi Prokopska) dolina. Druga se imenuje Plakánek in je ena od najlepših v Češkem raju. Tretja se imenuje Turnovské údolí. Grad je dosti dobro ohranjen, tako kot zgodovinska krajina okoli njega.

### Ribniki
Na vseh treh straneh gradu so bili zgrajeni ribniki: Beli, Črni in Labodji. Prva dva sta se ohranila. S porušenjem jezov ribnikov je bilo mogoče okolico gradu spremeniti v težko prehodno. Malo dlje od gradu sta bila še dva ribnika. Na severni strani je bil na majhnem pritoku Klenice Partoticki ribnik, na jugu pa v Plakaneku ribnik Obora (Pilský).

## Zgodovina
Grad je pred letom 1349 ustanovil in zgradil Beneš mlajši Vartemberški s sedežem v trdnjavi v Sobotki. Leta 1349 se v listini samostana v Benatkah na Jizeri prvič omenja kot Beneš iz Vartemberka in di Costi (z gradu Kosti). Gradnjo sta zaključila njegova sinova Petr in Markvart Vartemberška. Konec 14. stoletja so na četrtem dvorišču zgradili kapelo Device Marije, kasneje posvečeno sv. Ani, v kateri so bile dragocene gotske slike na steklu. Škuňka, vdova Petra Vartemberškega, se je leta 1414 poročila z Mikulášem Zajícom iz Házmburka in grad je prvič zamenjal lastnika. V prvi polovici 15. stoletja je po smrti Jana iz Házmburka grad pridobil njegov skrbnik Zdeněk Lev iz Rožmitála, ki je leta 1497 Kosti z vsemi pritiklinami prodal Janu iz Šelmberka. Za njim so bili lastniki gradu še šelmberški gospodje (1497–1524), biberštejnski gospodje (1524–1551) in od leta 1624 lobkoviški knezi. V 17. stoletju je bil grad za kratek čas med letoma 1632 in 1634 v posesto vojaški poveljnik v tridesetletni vojni vojvoda Albreht Wallenstein. Grad je od Lobkovicev kupil grof Černínová iz Chudenic (v družinski lasti 1637–1738), od njih pa leta  1738 Václav Kazimír Netolický iz Eisenberka (od 1738) in od njega njegovi sorodniki, grofje Vratislavová-Netoličtí (kmalu po 1769). Grad je od njih podedovala italijansko-češka družina dal Borgo-Netolický in ga imela v lasti do leta 1948), ko grad zasegla komunistična Češkoslovaška. V letih 1953–1962 je bila generalno obnovljena večina notranjosti gradu.
Leta 1992 je bil grad vrnjen Giovanniju Kinský dal Borgo (* 1949), najstarejšemu sinu Václava Norberta Kinskega (1924–2008), ki je bil zakoniti dedič zadnje lastnice gradu Ane Marije dal Borgo-Netolický (1925–1980) in češki državljan. Giovanni Kinský dal Borgo je polovico lastništva gradu prenesel na svojega brata Pia Kinský dal Borgo in grad upravlja preko delniške družbe Kinský dal Borgo.

## Lastniki
- 1349–1414 Vartembergi
- 1414–1495 Házmburgi
- 1495–1497 Zdeněk Lev iz Rožmitála
- 1497–1524 Šelmbergi
- 1524–1551 Biberštejni
- 1551–1632 Lobkovici
- 1632–1634 Albreht   Wallenstein
- 1634–1637 Lobkovici
- 1637–1738 Černínovi iz Chudenic
- 1738–1867 Netoličtí (več vej)
- 1868–1948 dal Borgo Netoličtí
- 1948–1992 češkoslovaška država
- od leta 1992 Kinští-dal Borgo

## Zanimivosti
- Stanovanjski stolp ima trapezni tloris. Nepravilni tlorisi stolpov se pojavljajo v številnih čeških gradovih, ker izstrelki oblegovalcev zdrsijo ob zidu in povzročijo manj škode kot bi jo na pravokotnem zidu.
- Mikulášu Zajícu z Hazmburka se pripisujeta dve izjavi, ki jih je dal po neuspešnem obleganju Jana Žižke leta 1420. V prvi je rekel, da je "grad trd kot kost", v drugi pa, da "skala pripada vragu, kost pa psu".[5] Po teh izjavah se je razširila zgodba o nepremagljivosti gradu.
- Zgodovini gradu in okolice se je posvetil pomemben češki zgodovinar prof. Josef Pekař, ki je napisal monografijo Knjiga o Kostu, ki prikazuje gospodarsko in drugo zgodovino gradu, zlasti v 17. - 19. stoletju.

## Galerija
- Pogled na grad z jugozahoda
- Pogled z vzhoda
- Odsev gradu v Belem ribniku
- Beli ribnik
- Pogled z letala (s severa)
- Obzidje
- Kletka v mučilnici

## Vira
- Dobroslava Menclová, Jaroslav Wagner. Kost, státní hrad a památky v okolí. STN Praga 1966.
- August Sedláček. Hrady, zámky a tvrze království českého, díl X, Boleslavsko. Praga 1895, str. 80-96.